# Rosenbiätare
Rosenbiätare (Merops malimbicus) är en fågel i familjen biätare inom ordningen praktfåglar.

## Utseende och läte
Rosenbiätaren är en distinkt biätare, med grå ovansida, rosenröd undersida, svart ögonstreck, vitt mustaschstreck och långa trekantiga vingar. Lätena liknar andra biätare, med bland annat hesa "tik" och "trrp".

## Levnadssätt
Rosenbiätaren hittas i regnskog, savann, gläntor och utmed floder. Där ses den flyga högt eller sitta exponerat i träd. Fågeln häckar i nipor och sandbanker i och utmed floder, i kolonier med över 20 000 par.

## Utbredning och systematik
Fågeln förekommer i västra och centrala Afrika. Fågeln uppträder nomadiskt och är delvis lokal flyttfågel. Den behandlas som monotypisk, det vill säga att den inte delas in i några underarter.

## Status och hot
Arten har ett stort utbredningsområde, men tros minska i antal, dock inte tillräckligt kraftigt för att den ska betraktas som hotad. Internationella naturvårdsunionen IUCN listar arten som livskraftig (LC).